# 酆都大帝

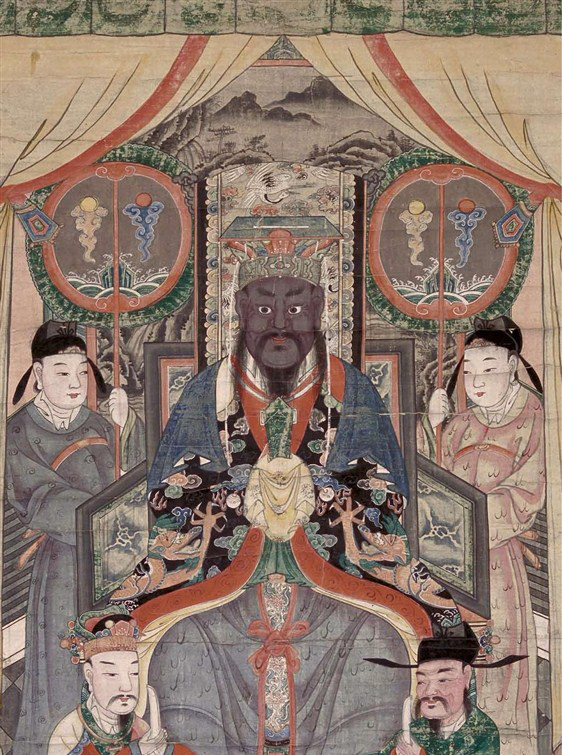
酆都大帝（清代の絵画）

酆都大帝（ほうとたいてい）は、道教における冥界の最高神格の一尊。北帝・酆都北陰大帝などの別称を持つ。紫微大帝の冥界における化身と解釈され、地獄行政を司る。

## 概要
南朝梁の道士陶弘景が著した『真霊位業図』において初めて体系化された神格。北方の羅酆山を本拠とし、六天鬼神を統率するとされる。唐代以降、北極星信仰と結びつき、紫微大帝との習合が進んだ。

## 神格の変遷
- **六天宮支配**：『真誥』に記される羅酆山の六天宮（紂絶陰天宮ほか）を基盤とした冥界統治
- **紫微大帝との関係**：天界の紫微大帝に対し、冥界の実務執行者として位置付けられるようになる
- **民間信仰**：四川省豊都県で発展した鬼城信仰と結びつき、中元節における祭祀の対象となる

## 他神格との関係
| 神名     | 関係性                                                                                       | 典拠 |
| -------- | -------------------------------------------------------------------------------------------- | ---- |
| 泰山府君 | 道教神学上は上位神。酆都大帝が地獄行政を執行する間、東岳大帝たる泰山府君が生死の審判権を保持 |      |
| 閻魔     | 仏教系の地獄神。酆都大帝の下部組織として十殿閻羅が配置され、具体的な審判を担当               |      |
| 地蔵菩薩 | 仏教側の救済者。神仏習合期に同一視される例もあったが、道教側では太乙救苦天尊が対応する       |      |

## 日本関連事項
- 陰陽道の泰山府君祭に影響を与えた可能性が指摘されるが、直接の祭祀痕跡は確認されていない
- 江戸時代の浮世絵『冥途の旅』（葛飾北斎画）に道教系冥界神の描写が見られる